# Alojz Dolhar
Alojz Dolhar, slovenski zdravnik in planinec * 17. junij 1902, Trst, † 23. marec 1969, pod Mojstrovko.

## Življenje in delo
Ljudsko šolo in gimnazijo je končal v Trstu, medicino pa je študiral v Ljubljani in Zagrebu, kjer je leta 1927 tudi diplomiral. Diplomo je nato nostrificiral v Sieni in opravil državni izpit v Rimu. Leta 1928 je nastopil zdravniško službo v Trbižu.
Že v študentskih letih je bil aktivni član društva Balkan. V Kanalski dolini je bil s svojim zgledom in delovanjem steber slovenstva, velik podpornik dijakov in revnih. Ob koncu 2. svetovne vojne je sodeloval pri štiritedenski partizanski upravi in organiziral razkuževalno službo za jugoslovanske povratnike iz nemških koncentracijskih taborišč. Kasneje se je pri angloameriški upravi zavzemal za narodnostne pravice slovenske manjšine. Pri razmejitveni komisiji je skušal doseči pravično rešitev za Slovence v Kanalski dolini. Smrt ga je doletela v gorah, kjer mu je pod Mojstrovko zdrsnilo na ledenih tleh, ko se je z družbo prijateljev vračal na Vršič.
Dolhar je bil že v mladih letih navdušen planinec. Bil je med največjimi poznavalci zahodnih  Julijcev. o njih je večkrat predaval in pisal v Planinski vestnik. V Planinskem vestniku je 1964 objavil tudi članeka Akutna gorska bolezen, 1968 pa S smučmi pod Matterhorn in na Briethorn. 